# Jaula de bateo

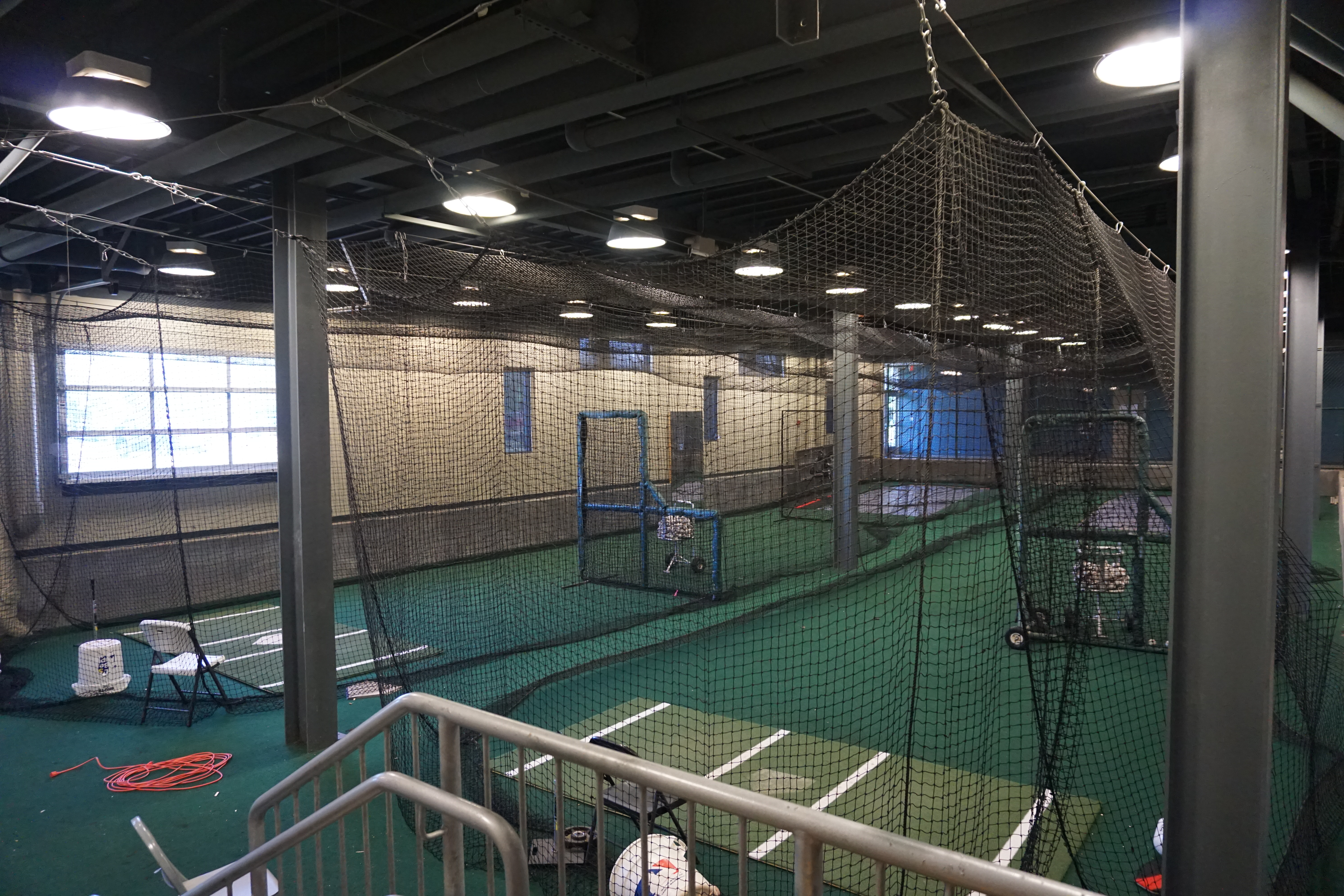
Las jaulas de bateo en Arvest Ballpark en Springdale, Arkansas en mayo de 2017.

Una jaula de bateo, también llamada red de béisbol o túnel de bateo, es una zona cerrada para practicar sus habilidades los jugadores de béisbol o softball.
El material adecuado para las jaulas de bateo es una red, en forma rectangular. No es necesario usar una tela metálica, pero puede ser útil para impedir el vandalismo. Aun así, este material no es el idóneo, ya que debido a los repetitivos impactos las pelotas se dañan. El ideal es la red de tela en forma cuadrada o de diamante. Ambos tipos tienen sus ventajas y desventajas.

## Tipos

### Interior
Las jaulas de bateo de interior suelen estar suspendidas por cables de acero. El anclaje es el componente más importante, sin unos anclajes fuertes, la red quedará destensada.

### Exterior
Las jaulas de bateo de exterior suelen instalarse en postes de acero (2 verticales y uno horizontal que cruza la red por su sección. Dependiendo de su fabricación la tensión de la red será mayor o menos y por tanto su uso variará.